# Lower Manhattan Development Corporation
The Lower Manhattan Development Corporation (LMDC) blev etableret i juli 2002 efter angrebene den 11. september til at planlægge genopbygningen af Lower Manhattan og distribuere næsten $ 10 milliarder i føderale midler med henblik på at genopbygge Downtown Manhattan.
Det blev grundlagt af New Yorks daværende guvernør George Pataki og daværende borgmester Rudolph Giuliani. LMDC er styret af en bestyrelse på 16 medlemmer, hvorpå halvdelen er udpeget af guvernøren i New York og den anden halvdel af borgmesteren.
LMDC ejer ikke Ground zero, hvilket har skabt problemer i forholdet til ejeren – Port Authority of New York and New Jersey og Larry Silverstein, der har lejekontrakt på stedet.
LMDC er et datterselskab af Empire State Development Corporation, som er en statslig myndighed, der bruges til at gennemføre forskellige projekter i staten, som ikke er omfattet af lovgivnings- eller vælgertilsyn.